# Dollond (månekrater)
Dollond er et nedslagskrater på Månen. Det befinder sig i det centrale område på Månens bagside og er opkaldt efter den britiske optiker John Dollond (1706-1761).
Navnet blev officielt tildelt af den Internationale Astronomiske Union (IAU) i 1935. 

## Omgivelser
Dollondkrateret ligger nord for Abulfedakrateret og stik vest for Dollond ligger Andělkrateret. 

## Karakteristika
Krateret er cirkulært og af konisk form. Det har en lille kraterbund i midten af de skrånende vægge.
Omkring 50 km nordøst for dette krater ligger landingsstedet for Apollo 16-missionen, den næstsidste af Apollo-missionerne til Månen.

## Satellitkratere
De kratere, som kaldes satellitter, er små kratere beliggende i eller nær hovedkrateret. Deres dannelse er sædvanligvis sket uafhængigt af dette, men de får samme navn som hovedkrateret med tilføjelse af et stort bogstav. På kort over Månen er det en konvention at identificere dem ved at placere dette bogstav på den side af satellitkraterets midte, som ligger nærmest hovedkrateret. Dollondkrateret har følgende satellitkratere:
| Dollond | Længde  | Bredde  | Diameter |
| ------- | ------- | ------- | -------- |
| B       | 7,7° S  | 13,8° Ø | 37 km    |
| D       | 8,2° S  | 12,5° Ø | 9 km     |
| E       | 10,2° S | 15,7° Ø | 6 km     |
| L       | 8,7° S  | 12,5° Ø | 5 km     |
| M       | 10,1° S | 16,9° Ø | 6 km     |
| T       | 9,4° S  | 15,0° Ø | 3 km     |
| U       | 7,3° S  | 16,0° Ø | 3 km     |
| V       | 7,9° S  | 15,5° Ø | 6 km     |
| W       | 6,7° S  | 14,6° Ø | 11 km    |
| Y       | 8,4° S  | 13,2° Ø | 14 km    |

Det følgende krater har fået nyt navn af IAU:
- Dolland C — Se Lindsaykrateret.

## Måneatlas
- Billeder af Dollondkrateret i LPI-måneatlasset